# Jaume Sorribas i Garcia
Jaume Sorribas i Garcia (Sallent, Bages, 15 de maig de 1946 - Barcelona, 23 de gener de 2008) fou un actor català. Va ser membre fundador de la companyia teatral Els Joglars, va participar en pel·lícules i en sèries de televisió, com Filiprim, programa que li va donar fama amb la interpretació del personatge del Sr. Encarregat.
Va ser integrant d'Els Joglars entre 1966 i 1976 i va participar en la creació d'espectacles antològics com El Diari, El joc, Cruel Ubris Mary d'Ous i Àlias Serrallonga. També va actuar de manera destacada en l'obra Operació Ubú (1981) al Teatre Lliure, obra que va constituir un dels majors èxits teatrals del moment.
Va col·laborar en pel·lícules com El embrujo de Shanghai, Historias de la puta mili o Mater amatísima. A la televisió, va treballar en programes com Tres i l'astròleg, i en episodis de les sèries Carvalho, La memòria dels cargols i La Odisea.
Morí el 23 de gener de 2008 a Barcelona, a l'edat de 61 anys, sent víctima d'un càncer. El funeral tingué lloc a les 15.30h del 25 de gener, al Tanatori de les Corts de Barcelona.